# (32755) 1981 EP15
1981 EP15 (asteroide 32755) é um asteroide da cintura principal. Possui uma excentricidade de 0.16205900 e uma inclinação de 4.72137º.
Este asteroide foi descoberto no dia 1 de março de 1981 por Schelte J. Bus em Siding Spring.